# Delphinium karategini
Delphinium karategini är en ranunkelväxtart som beskrevs av Sergei Ivanovitsch Korshinsky. Delphinium karategini ingår i släktet storriddarsporrar, och familjen ranunkelväxter. Inga underarter finns listade i Catalogue of Life.